# Thomas Telford
Thomas Telford (Westerkirk, Escócia, 9 de agosto de 1757 — 2 de setembro de 1834) foi um canteiro, arquiteto e engenheiro civil, notabilizando-se como construtor de estradas, pontes e canais.

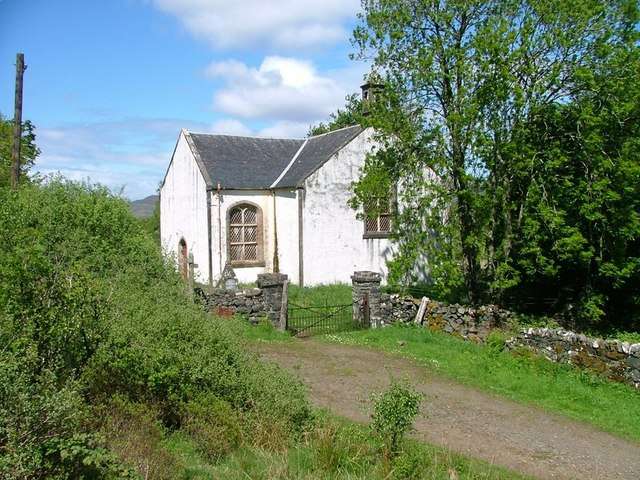
Igreja construída por Thomas Telford na ilha de Ulva, Hébridas, entre 1827 e 1828.

## Vida
Depois de se estabelecer como engenheiro de projetos de estradas e canais em Shropshire, ele projetou vários projetos de infraestrutura em sua Escócia natal, bem como portos e túneis. Tal era sua reputação como um prolífico projetista de rodovias e pontes relacionadas, ele foi apelidado de O Colosso das Estradas (um trocadilho com o Colosso de Rodes) e, refletindo seu domínio de todos os tipos de engenharia civil no início do século XIX, ele foi eleito como o primeiro Presidente da Instituição de Engenheiros Civis, cargo que ocupou por 14 anos até sua morte.

### Em inglês
- (em inglês)-Structurae: Thomas Telford (1757-1834)
- (em inglês)-Prosiect Menai - Celebrando as Pontes do Rio Menai

### Em português
- Thomas Telford